# EF-334
A Ferrovia de Integração Oeste-Leste (FIOL), também conhecida como Ferrovia Oeste-Leste, como EF-334 pelo Plano Nacional de Viação e oficialmente como Ferrovia Engenheiro Vasco Azevedo Neto, é uma ferrovia transversal brasileira em construção. O projeto prevê que tenha 1 527 quilômetros de extensão em bitola larga, e passe pelos estados da Bahia e Tocantins, ligando o Porto Sul no município baiano de Ilhéus à Ferrovia Norte-Sul (FNS) em Figueirópolis, município tocantinense. A construção da ferrovia está a cargo da VALEC, empresa pública vinculada ao Ministério dos Transportes.

## Características
O projeto visa formar corredor logístico de transporte, ampliando as possibilidades de escoamento da produção econômica do país pelo Porto Sul. No estado da Bahia, a ferrovia passará por regiões produtoras de minério de ferro e afins (cidades como Caetité, Pindaí, Tanhaçu, Lagoa Real, Livramento de Nossa Senhora, Maracás, Brumado) e de grãos (Luís Eduardo Magalhães, Barreiras, São Desidério).
Parte do trajeto da ferrovia inclui a maior ponte ferroviária da América Latina, que atravessa o leito do Rio São Francisco, entre os municípios baianos de Serra do Ramalho (margem esquerda do rio) e Bom Jesus da Lapa (margem direita). A ponte que começou a ser construída em dezembro de 2014, compreende 82 pilares verticais e 2,9 quilômetros de extensão.

## História
Durante a Era Vargas, o Estado brasileiro elaborou e conseguiu a aprovação parlamentar do Plano Geral de Viação Nacional (Decreto n. 24 497 de 29 de junho de 1934), pelo qual o transporte ferroviário foi percebido como meio à industrialização e modernização produtiva nacional. Para isso, as regiões brasileiras deveriam ser conectadas, projetando a integração da rede de ferrovias. Nesse contexto, destaca-se no sentido leste-oeste o projeto de ligar Brumado, na Bahia, até Cuiabá e a fronteira no rio Guaporé, ambos lugares então situados no Mato Grosso, passando em Goiás por Formosa, Anápolis, Ceres e a então futura Goiânia. Embora fosse comum até o fim do século XIX os projetos ferroviários de escoamento da produção agrícola para um porto de exportação, o projeto de ferrovia aprovado no plano de 1934 não previu um complemento para um novo porto no litoral da Bahia.
Mais tarde na década de 1950, foi idealizada a ferrovia denominada Ferrovia Transulamericana, com o objetivo de ligar o Oceano Atlântico ao Pacífico, entre o Peru e o litoral da Bahia. A concepção incluía a implantação de um porto em Campinho, na baía de Camamu, pelas características oceanográficas favoráveis. O trajeto ligando o litoral baiano e a região oeste foi defendido por Vasco Azevedo Neto durante sua vida como deputado federal, engenheiro civil e professor universitário.

### Início das Obras
Os estudos para elaboração do projeto da FIOL em si começaram em 2008, durante o governo do presidente Luiz Inácio Lula da Silva. As obras do trecho I, entre Ilhéus e Caetité se iniciaram em 2011, sob a responsabilidade da VALEC, e tinha como prazo de conclusão o ano de 2014.
A ideia de atravessar a América do Sul a partir do litoral baiano voltou a ganhar força quando em junho de 2015, o governo chinês aprovou financiar somente a Ferrovia de Integração do Centro-Oeste (FICO), deixando de fora o trecho entre a Ferrovia Norte-Sul (FNS) e o litoral fluminense (até o Porto do Açu), no contexto do projeto da ferrovia Transoceânica (também chamada de Bioceânica e Transcontinental), que busca conectar o litoral atlântico brasileiro ao litoral peruano do Oceano Pacífico. Assim, despontaram como alternativa a FIOL e a necessidade de construção do trecho de ligação projetado entre Barreiras (BA) e a FNS, em Figueirópolis (TO) — dessa ferrovia que já tinha a sua construção iniciada, diferente do trecho proposto de Campinorte (GO) até Porto do Açu no Rio de Janeiro, cujo financiamento de estudos caberiam totalmente ao governo brasileiro.
Em março de 2016, a VALEC, rescindiu o contrato com o consórcio de construtoras alegando o descumprimento de obrigações contratuais e problemas na construção, que já estava paralisada desde 2015. O prazo oficial da VALEC para o término das obras do trecho I era previsto para o final do ano de 2018 e do trecho II para o final do ano de 2019.

### Retomada das Obras
Com avanço em ritmo lento desde 2015, as obras voltaram a se intensificar a partir de 2017, principalmente no trecho Oeste (FIOL II) e na finalização da ponte ferroviária sobre o Rio São Francisco, já sob o governo do presidente Michel Temer.

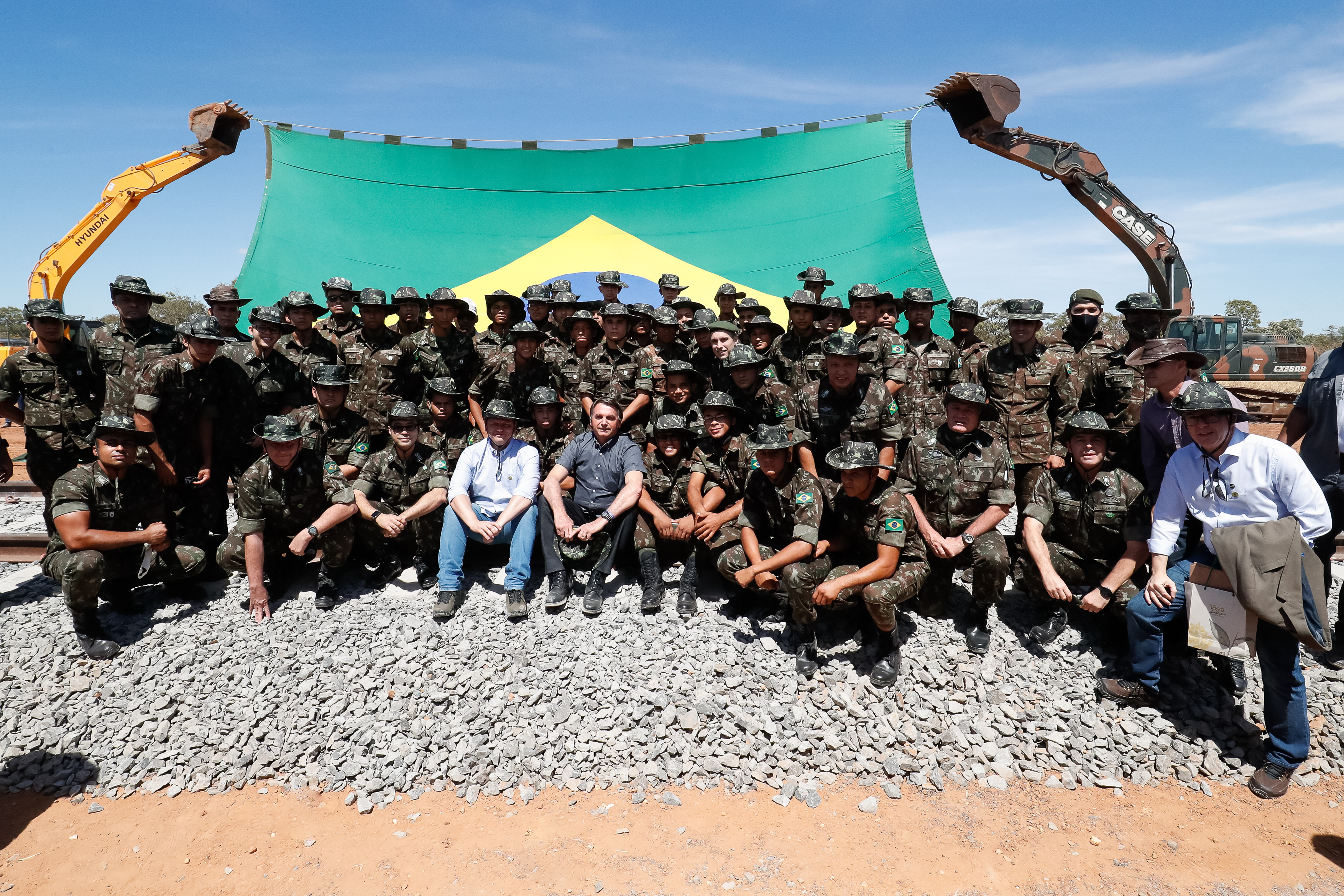
Exército Brasileiro nas obras da Ferrovia de Integração Oeste-Leste (FIOL), em São Desidério (BA), no dia 11 de setembro de 2020.

Em 11 de setembro de 2020, a empresa pública VALEC e o Exército Brasileiro assinaram um Termo de Execução Descentralizada (TED), fruto de uma parceria que permitiu o ingresso do Batalhão Ferroviário da corporação nas obras do lote 6 da FIOL II. O acordo consistiu na construção de um trecho de 18,34 quilômetros de ferrovia, entre Bom Jesus da Lapa (BA) e São Desiderio (BA). A obra foi coordenada pelo 1º Grupamento de Engenharia (1º Gpt E), e executada pelo 4º Batalhão de Engenharia de Construção (4º BEC), sediado em Barreiras (BA), com a superestrutura a cargo do 2º Batalhão Ferroviário (2º BFv), de Araguari (MG). Com prazo de 24 meses e com investimento de R$ 115 milhões, o Exército Brasileiro voltou às obras ferroviárias depois de 20 anos, desde a implantação Estrada de Ferro do Oeste (Ferroeste) na década de 1990.
Em 08 de abril de 2021, o governo do presidente Jair Bolsonaro realizou o leilão do trecho I da FIOL, entre Ilhéus (BA) e Caetité (BA), com 537 km. A Bahia Mineração S/A (BAMIN) arrematou a concessão por um período de 35 anos, com lance único de 32.730.000 de reais (valor mínimo de outorga proposto pelo governo federal), ficando responsável pela finalização das obras do trecho que foi concedido com cerca de 75% das obras concluídas. A BAMIN é operadora no Porto Sul em Ilhéus, e proprietária da Mina Pedra de Ferro em Caetité, que juntos ao trecho I da Fiol formam o corredor de exportação de logística integrada: mina-ferrovia-porto.

## Traçado
| Trecho                            | Data de inauguração | Comprimento (km) | Comprimento desde o Porto Sul, Ilhéus (km) | Inicio das obras | Observações e Conexões |
| --------------------------------- | ------------------- | ---------------- | ------------------------------------------ | ---------------- | --- |
| Ilhéus (BA) Caetité (BA)          | 2025 (previsto)     | 537              | 537                                        | 2011             | Em construção, sob concessão da BAMIN. Em Brumado (BA), a FIOL cruza com a Ferrovia Centro-Atlântica, porém esta opera em bitola métrica. |
| Caetité (BA) Barreiras (BA)       | 2022 (previsto)     | 485              | 1022                                       | 2013             | Em construção. Fará conexão com a Hidrovia do São Francisco, no município de Bom Jesus da Lapa (BA).                                      |
| Barreiras (BA) Figueirópolis (TO) | Indefinido          | 505              | 1527                                       | –                | Em fase de licenciamento. Fará conexão com a Ferrovia Norte-Sul (EF-151), em Figueirópolis.                                               |